# KBV 282
KBV 282 är ett av Kustbevakningens övervakningsfartyg. Fartyget byggdes vid Djupviks varv på Tjörn i Bohuslän och levererades till Kustbevakningen år 1980. Det byggdes om vid Holms varv i Råå 1994. För brandbekämpning finns ombord en vattenkanon med en kapacitet av 1000 liter per minut. Fartyget är stationerat i Slite.